# Vayssierea
Vayssierea Risbec, 1928 è un genere di molluschi nudibranchi della famiglia Okadaiidae.

## Tassonomia
Vayssierea è attualmente l'unico genere noto della famiglia Okadaiidae, famiglia di incerta collocazione dell'infraordine Doridoidei. In passato alla famiglia venivano attribuiti altri due generi, Okadaia Baba, 1930 e Pellibranchus Ralph, 1944, entrambi posti in sinonimia con Vayssierea.
Il genere comprende quattro specie:
- Vayssierea caledonica Risbec, 1928
- Vayssierea cinnabarea Ralph, 1944
- Vayssierea elegans (Baba, 1930)
- Vayssierea felis (Collingwood, 1881)